# Fairey Flycatcher
Фейрі Флайкетчер (нім. Fairey Flycatcher) — британський палубний одномоторний винищувач, що перебував на озброєнні Повітряних сил ВМФ Британії у 1920-1930-ти роки. Літак був розроблений компанією Fairey Aviation Company у кількості 193 серійних літаки і 3 прототипи. Літак заслужив високі оцінки льотчиків за відмінну маневреність і залишався основним винищувачем британської морської палубної авіації до заміни більш сучасними літаками і зняття з озброєння в 1935 році.

## Історія
1922 році в Міністерстві авіації Великої Британії оголосили рішення про плани щодо заміни застарілих літаків палубного базування Gloster Nightjar за специфікацією № 6/22. Згідно вимог до розробки нового літака компанії-учасники конкурсу мали представити одномісний винищувач, здатний злітати з палуби авіаносця, катапульти або діяти як літак-амфібія. Пропонувалося використовувати радіальні двигуни повітряного охолодження Bristol Jupiter або Armstrong Siddeley Jaguar, які були покликані замінити застарілі ротативних двигуни, що масово застосовувалися на літаках за часів Першої світової війни.
Авіабудівні компанії Fairey і Parnall представили проєкти, що відповідали цій специфікації. Fairey продемонстрував Flycatcher, а Parnall — Parnall Plover. 28 листопада 1922 року перший з трьох прототипів «Флайкетчера» на двигуні Jaguar II здійснив свій перший політ, хоча пізніше він був оснащений Jupiter IV. Для обох компаній було зроблено малосерійне замовлення — «Флайкетчерів» дев'ять літаків, і «Пловерів» — десять, для оцінки прототипів. Після випробувань «Флайкетчер» замовили до серійного виробництва.
В 1923 році на заводі фірми Fairey Aviation в місті Гайес було розгорнуто виробництво літака. Крім трьох прототипів, було випущено 193 літаки.
«Флайкетчери» перебували на озброєнні усіх британських авіаносців той епохи. Типове розгортання палубних літаків було на авіаносці «Корейджес», де 16 «Флайкетчерів» служили поряд з 16 торпедоносцями «Ріпон» та 16 розвідувальними літаками.
«Флайкетчери» стали дуже популярні серед пілотів, вони були легкими в управлінні в польоті та дуже маневреними. Саме на цих літаках морська авіація флоту розробила тактику ведення бою, що набула широку практику в Другій світовій війні.
Літаки цього типу перебували на службі у складі Домашнього, Середземноморського флотів, Східно-Індійської та Китайської станцій Королівського флоту. Під час служби на китайському вокзалі «Флайкетчери» діяли проти китайських піратів у водах поблизу Гонконгу.

## Однотипні літаки за епохою, призначенням та конфігурацією
- Gloster Nightjar
- Boeing Model 15
- Boeing F2B
- Boeing F3B
- Curtiss P-1 Hawk
- Curtiss F6C Hawk
- Blériot-SPAD S.81
- Levasseur PL.5
- Nakajima A1N
- Kawanishi K-11